# Shake Edizioni
La Shake Edizioni, anche nota come Shake edizioni underground, è una cooperativa editoriale di Milano nata nel 1987, che nel tempo si è caratterizzata per le pubblicazioni di stampo controculturale ed antagonista, focalizzando le tematiche su fenomeni sociali, culture underground e movimenti letterari come Beat Generation, Psichedelia, Punk, Hardcore punk, Cyberpunk, Cyberfemminismo, Hacktivism, rave, hiphop e rap, hippy e movimenti politici libertari. Una collana è interamente dedicata alle culture "black" e alle lotte di liberazione del popolo africano americano.

## Storia della Shake Edizioni

### Origini: DallaCaluscaallaCalusca City Light
Fu nel 1971 che Primo Moroni fondò la libreria Calusca su ispirazione della libreria beat di S. Francisco "City Light", prendendo il nome da via Calusca, dove il negozio trovava locazione a Milano. Dopo qualche anno la libreria rimase senza sede, in seguito allo sfratto. Fu poi solo nel 1988, che l'incontro con il Centro sociale Cox 18 di via Conchetta permise a Primo Moroni di continuare l'attività precedentemente inaugurata: La nuova libreria con sede nel Centro Sociale ora si chiamava Calusca City Light, rendendo ancor più esplicito nel nome il legame con le culture beat, citando la City Lights Bookstore. Il lavoro della Calusca era impegnato soprattutto nella diffusione di materiale controculturale italiano ed estero.

### 1986-oggi: La Shake Edizioni
Già dal 1983 Primo Moroni aveva iniziato una collaborazione con i punk, permettendo loro di gestire ed utilizzare lo spazio a lui affidato e vendere materiali autoprodotti. È in questo contesto che Raf Valvola Scelsi, Gomma, Gianni Mazza, Giampaolo "Ulisse Spinosi" Capitani, Marco Philopat, Rosie Pianeta, Paoletta Nevrosi ed altri, fondarono la Cooperativa Shake, che con la sua Shake Edizioni iniziò a proporre edizioni e traduzioni di materiale editoriale legato alle culture psichedeliche, al Punk, al Cyberpunk, al Cyberfemminismo all'Hacktivism ed al Movimentismo.
Tra le prime pubblicazioni della casa editrice, fu di notevole impatto la rivista Decoder, che contribuì largamente a diffondere una versione politica ed antagonista del cyberpunk tutta italiana. Se infatti all'estero il cyberpunk rimane una corrente letteraria, in Italia anche grazie al lavoro editoriale della Shake Edizioni, prende la forma di un vero e proprio movimento politico, raccogliendo le utopie della letteratura antagonista degli anni precedenti e generando spesso la presa di distanza degli autori internazionali dall'impostazione fornita in pubblicazioni come Cyberpunk. Antologia di testi politici di Raf Valvola Scelsi. La Shake Edizioni ebbe poi il merito di iniziare a tradurre e pubblicare proprio in quegli anni, oltre ai numerosi testi della letteratura internazionale, anche la rivista Re/Search di San Francisco, nata dalle spoglie della punkzine Search&Destroy" che consisteva in una serie di monografie su autori e su movimenti controculturali dell'epoca.
Seguendo poi questa linea editoriale, tra gli autori tradotti e pubblicati negli anni vi furono Bruce Sterling, John Shirley, Pat Cadigan, William Gibson, Greg Egan, Richard Stallman, Ian Glasper, Neal Stephenson, Terence Sellers, Hakim Bey, William S. Burroughs, Brion Gysin, James G. Ballard, Paul Rachman, Steven Blush, Timothy Leary, Malcolm X e Amiri Baraka e gli italiani Paolo Farnetti, Bruno Cartosio, Raf Valvola Scelsi, Ermanno Gomma Guarneri ed Antonio Caronia. La Shake Edizioni pubblicò poi una serie di libri di fumetti ed illustrazioni, tra cui il libro a fumetti di Professor Bad Trip dedicato ad Il pasto nudo di William S. Burroughs e materiale video come il film Decoder di Klaus Maeck.
Tra il materiale musicale, la collana Torrent inaugurata nel 2009, ha visto la pubblicazione di CD accompagnati da libro, di autori e band come il Great Complotto, gli Indigesti, i Gaznevada, gli Skiantos, i Negazione ed altri. Sempre nello stesso periodo hanno dato vita a una collana di dvd, tra questi un dvd sull'esperienza del punk milanese nei primi anni ottanta, un altro sulla vicenda dell'hardcore punk americano e infine un dvd di Edo Bertoglio sulla scena artistica di New York tra fine anni settanta e inizio anni ottanta, composta da Deborah Harry, John Lurie, Glenn O'Brien, Victor Bockris.

## Collane e riviste
- Cyberpunkline
- Underground
- I Piratini
- Blackprometeus
- Corpiradicali
- RE/Search: Edizione italiana della rivista di San Francisco.
- ÁCOMA: Rivista Internazionale di Studi Nordamericani.
- DECODER (0-12), l'Antologia Cyberpunk, saggistica.
- FIKA FUTURA (1-2), rivista di secrezioni acide cyberfemministe & queer
- PSYCHOattiva, vita e cultura psichedelica

## Discografia parziale
- 2008 - Skiantos - Inascoltable
- 2009 - AAVV - Pordenone/The Great Complotto
- 2009 - Gaznevada - Mamma Dammi La Benza!
- 2010 - Indigesti - Osservati Dall'Inganno
- 2012 - Negazione - Il Giorno Del Sole